# Nationalsozialistisches Kraftfahrkorps

Heute: Verfassungsfeindliches Propagandamittel: Flagge des NSKK

Das Nationalsozialistische Kraftfahrkorps (NSKK) war eine paramilitärische Unterorganisation der NSDAP mit Sitz in München und Berlin.
Die Organisation bestand seit April 1930 unter dem Namen Nationalsozialistisches Automobilkorps (NSAK) und wurde 1931 in NSKK umbenannt. Im August 1934 ordnete Adolf Hitler die Zusammenlegung von Motor-SA und NSKK an und unterstellte es seiner unmittelbaren Führung. Mit der Verordnung zum „Gesetz zur Sicherung von der Einheit von Partei und Staat“ vom 29. März 1935 wurde das NSKK (wie die SS, SA, Hitler-Jugend, NS-Studentenbund und NS-Frauenbund) zu einer Gliederung der NSDAP. Die Mitgliederzahl wuchs in den Jahren von 1934 bis 1940 von 10.000 auf weit über eine halbe Million an. Korpsführer war Adolf Hühnlein, der bereits seit Ende 1930 Kommandeur der Motor-SA gewesen war. Hühnlein wurde im August 1934 von Hitler zum „Reichsleiter NSKK“ ernannt und war ausschließlich ihm verantwortlich. Nach Hühnleins Tod im Juni 1942 übernahm Erwin Kraus diesen Posten.

## Ideologie
Das NSKK folgte der rassenideologischen Doktrin der NSDAP und nahm nur Personen mit Ariernachweis als Mitglieder auf. Während des Zweiten Weltkrieges war das NSKK im Rahmen der Umsetzung und Legitimierung des Generalplan Ost in großem Ausmaß an den Deportationen von Juden und dem Holocaust beteiligt.

## Organisation

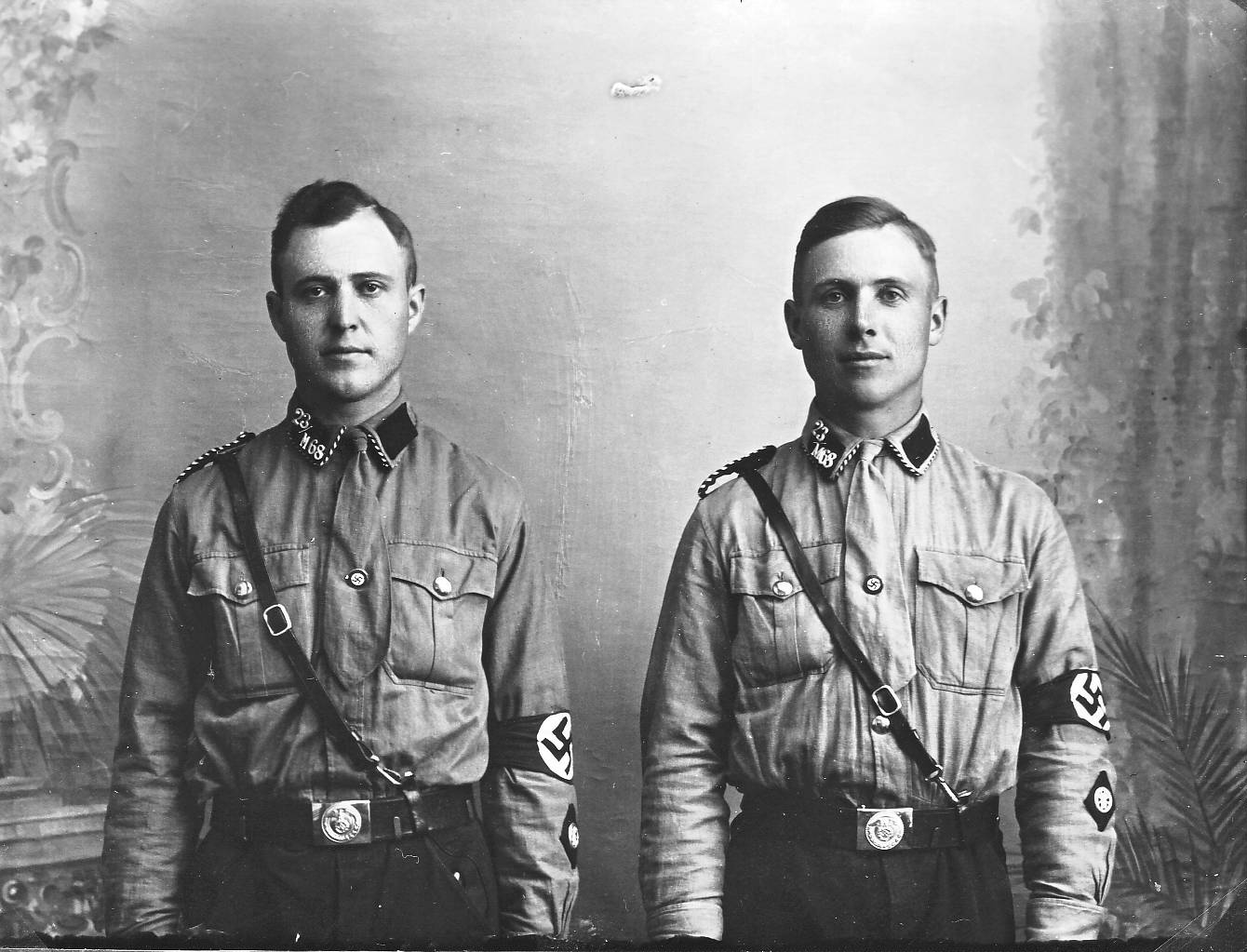
Zwei NSKK-Männer vom Sturm 23 der 68. NSKK-Motorstandarte (s. die Angaben auf den rechten Kragenspiegeln)

Die Aufnahme in das NSKK setzte keinen Führerschein oder Kenntnisse über Kraftfahrzeuge voraus, entscheidend war die „innere Bereitschaft zu kämpferischem Einsatz“. Den Mitgliedern wurden die Ausbildung zum Kfz-Fahrer und Mechaniker angeboten. Das NSKK hatte ein von der SA abgeleitetes Dienstgradsystem und verwendete die Uniform der früheren Motor-SA. Diese bestand aus dem Braunhemd der NSDAP mit Dienstgradabzeichen und Einheitsbezeichnung auf den Kragenspiegeln, einem braunen Binder sowie schwarzen Reithosen und -stiefeln, dazu ein schwarzes Koppel mit Schulterriemen. Zur Unterscheidung von der SS, deren Traditionsuniform ähnlich aussah, wurde von den Angehörigen des NSKK am linken Unterarm die sogenannte „Kraftfahrer-Raute“ (weißes Lenkrad in schwarzem Feld) getragen. Diese Uniform wurde später durch eine braun-grüne Jacke mit schwarzem Stehkragen ergänzt.
In der Bevölkerung wurde das NSKK häufig ironisiert, wogegen die Spitze des Verbandes mit Publikationen und Schulungen anzugehen versuchte. Tatsächlich war eine Mitgliedschaft im NSKK noch kein Hinweis auf eine Bejahung des NS-Regimes. Sie bot vielmehr auch Personen, die dem NS-Regime ablehnend gegenüberstanden, in einigen Situationen Vorteile oder wenigstens die Möglichkeit, eine noch engere Bindung an das Regime zu vermeiden: So war das Heer seit 1938 verpflichtet, die „außerdienstliche Eignung“ ausgeschiedener Offiziere, Offizieranwärter und Reserveoffizieranwärter zu überprüfen, falls sie aus den Parteigliederungen wie dem NSKK ausgeschieden wurden. Seit 1939 mussten sich aus dem aktiven Wehrdienst ehrenvoll ausscheidende und dienstfähige Soldaten der SA angliedern, soweit sie nicht anderen Gliederungen der Partei wie dem NSKK zur „Sonderausbildung“ zugewiesen wurden.
Hochrangige Mitglieder des NSKK waren ihr Ehrenvorsitzender Carl Eduard von Sachsen-Coburg und Gotha und Richard Prinz von Hessen. Letzterer war einer der vier NSKK-Obergruppenführer und wurde nach dem Krieg Präsident der Deutschen Verkehrswacht. Etwas niedrigere Ehrenränge hatten u. a. der Präsident des Volksgerichtshofes Roland Freisler und der Chef der Privatkanzlei Hitlers Albert Bormann.
Unter den Mitgliedern waren der Kommentator der Nürnberger Gesetze Hans Globke und der Diplomat Otto Bräutigam, Weitere Mitglieder waren Kronprinz Wilhelm, der Lehramtskandidat und spätere CSU-Politiker Franz Josef Strauß 1937–39 und Bernhard zur Lippe-Biesterfeld, bis er 1937 Prinz der Niederlande wurde.
Auch ein Großteil der international erfolgreichen deutschen Automobil- und Motorradrennfahrer der damaligen Zeit gehörte dem NSKK an. So waren beispielsweise Manfred von Brauchitsch, Rudolf Caracciola, Ernst von Delius, Karl Gall, Rudolf Hasse, Ewald Kluge, Hermann Lang, Hermann Paul Müller, Hans Stuck, Fritz Huschke von Hanstein und  Walfried Winkler Mitglieder der Organisation und trugen Abzeichen des NSKK auf ihrer Rennkleidung. Alfred Neubauer, der damalige Rennleiter von Daimler-Benz, lehnte den Beitritt ab.

## Aufgaben
Dem NSKK oblag ab 1934 die Verkehrserziehung der Kraftfahrer und der Jugend. So arbeitete das NSKK auch eng mit dem 1933 gleichgeschalteten und in Der Deutsche Automobilclub (DDAC) umbenannten ADAC zusammen. In diesem Sinne übernahm er nach dem 19. Mai 1943 auch die Aufgaben eines Verkehrshilfsdienstes. Hierzu wurde ein eigenes Verkehrszeichen in die Straßenverkehrsordnung eingeführt, das Kraftfahrer in Bedarfsfällen auf Rufstellen dieses Hilfsdienstes hinwies. Hauptziel des NSKK blieb es, seine Mitglieder in der Bedienung und Wartung von Motorrädern und Personenkraftwagen auszubilden. Das NSKK ersetzte dabei nicht die Fahrschule und konnte keine Führerscheinprüfungen abnehmen.

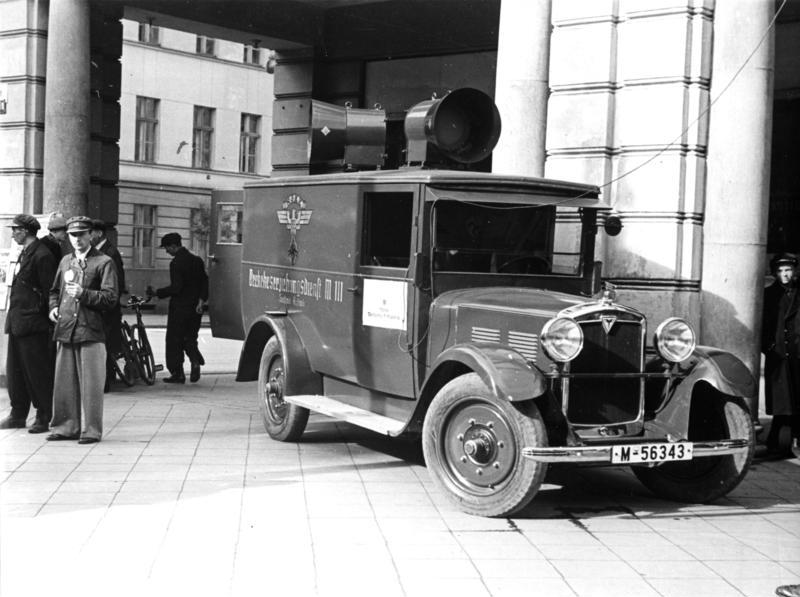
Lautsprecherwagen des Verkehrserziehungsdienstes des NSKK im deutsch besetzten Posen, Oktober 1939
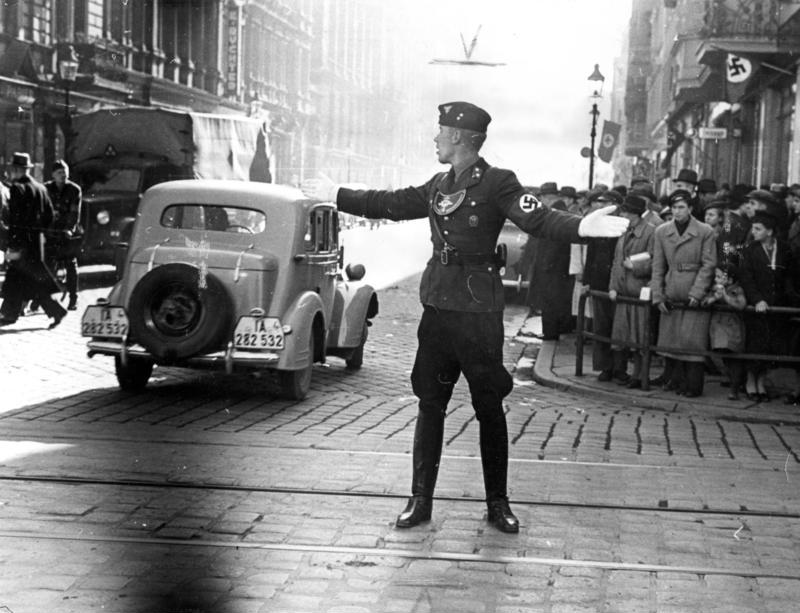
NSKK-Mann regelt den Verkehr in Posen, Oktober 1939
Das 1943 eingeführte Verkehrszeichen „Rufstelle des NSKK-Verkehrshilfsdienstes“
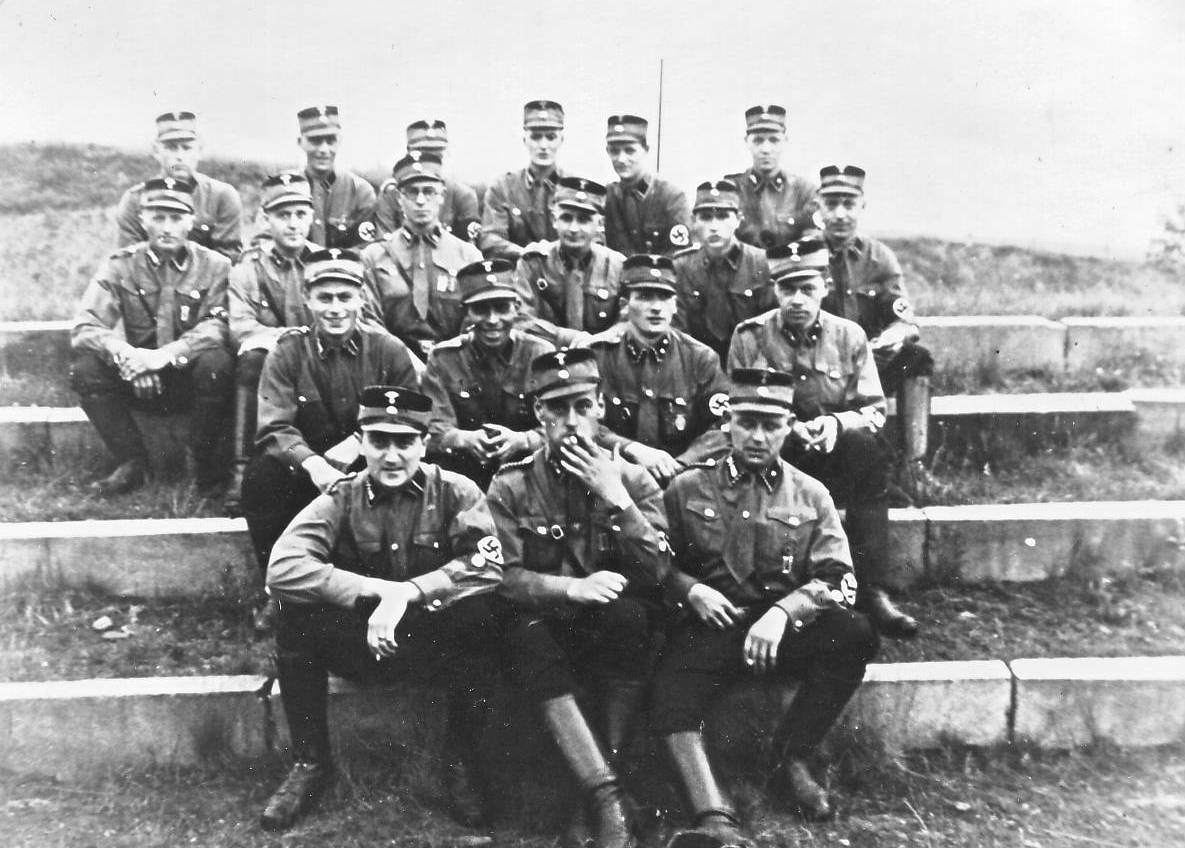
Mitglieder vom Sturm 23 der 68. NSKK-Motorstandarte bei einem Ausflug 1930er Jahre

Für die Motor-HJ (14–18-jährige Jungen) stellte das NSKK Motorräder, Reparaturwerkstätten, Ausbildungsmaterial und vor allem fachliche Ausbilder zur Verfügung. Letztere waren für den technischen und praktischen Unterricht und die Vorbereitung auf die Führerscheinprüfung zum Führerschein IV (bis 250 cm³ Hubraum) zuständig. Motorradfahren wurde unter ihrer Anleitung und Aufsicht auf nichtöffentlichen Plätzen und im freien Gelände geübt.
1936 wurde auf dem Osterberg in Bad Gandersheim die NSKK-Motorsportschule eröffnet. Die Schule galt als „Vorzeigeeinrichtung“ und wurde häufig von Nazigrößen besucht. Weitere Motorsportschulen befanden sich in Rheindahlen (Motorsportschule Nr. 17) westlich Mönchengladbach, im Schloss Neusorge, in Nordoe bei Itzehoe, in Helsa bei Kassel, in Greiz und in Bayreuth sowie in Hülsen und Kreiensen.
Mitte der 1930er Jahre arbeitete das NSKK auch als Pannenhilfsdienst.

## Kriegsverwendung
Nach 1939 leisteten nicht voll wehrfähige Männer einen Ersatzwehrdienst in NSKK-Wachmannschaften ab.
Ab Sommer 1938 wurde dem NSKK, bzw. der zu diesem Zweck gebildeten NSKK-Transport-Gruppe Todt, schrittweise die Verantwortung für das gesamte Fuhrwesen beim Bau des Westwalls übertragen. Im Sommer 1939 wurde die NSKK-Transportbrigade Speer gegründet, um Baumaterial zu den vom Baustab Speer übernommenen Rüstungsbauwerken (u. a. Flugzeugfabriken in Wiener Neustadt und Brünn) und Bauten der Luftwaffe (Flugplätze und Bunker) im Reichsgebiet zu bringen.
Nach dem Überfall auf Polen waren Hundertschaften des NSKK als Hilfspolizei und Verkehrsstaffeln in den eroberten Gebieten eingesetzt. General Kurt Daluege berichtete Anfang 1942, dass 3000 Mann NSKK  als Hilfspolizeikräfte in die Ordnungspolizei aufgenommen wurden, die Gesamtzahl bis Kriegsende ist nicht bekannt.
Ab 1940 war auch der Nachschub für alle Fronteinheiten der Luftwaffe zu leisten. Nach dem Beginn des Angriffs auf die Sowjetunion am 22. Juni 1941 folgte das NSKK den vorrückenden deutschen Truppen zur infrastrukturellen Sicherung des Nachschubs.

## Auflösung und Verbot

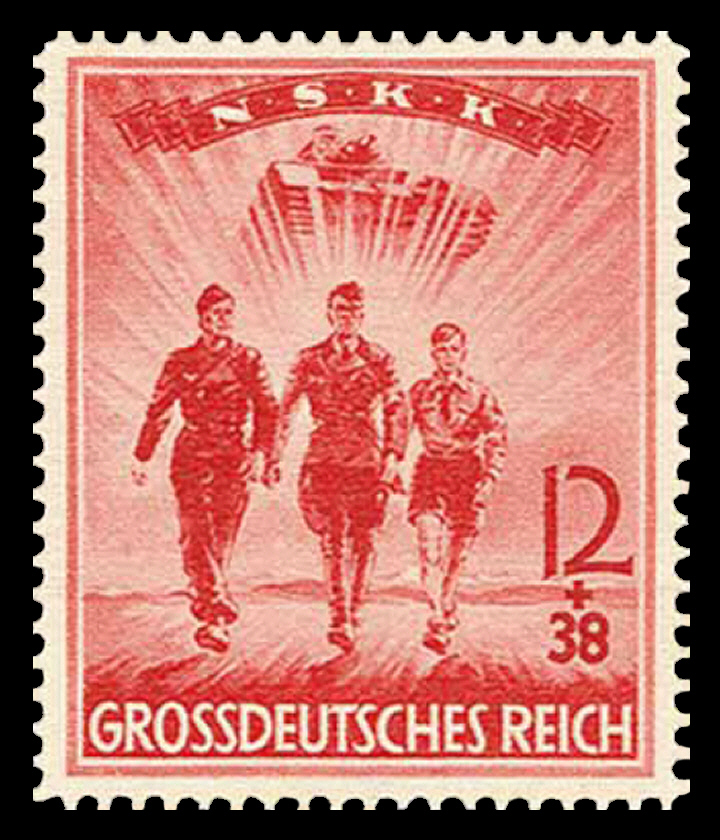
Eine von Theo Matejko gestaltete Briefmarke wurde zwar noch 1945 gedruckt, gelangte aber nicht mehr zur Ausgabe. Briefmarken-Jahrgang 1945 der Deutschen Reichspost

Mit dem Kontrollratsgesetz Nr. 2 (Auflösung und Liquidierung der Naziorganisationen) vom 10. Oktober 1945 wurde das NSKK durch den Alliierten Kontrollrat verboten und dessen Eigentum beschlagnahmt.
Das NSKK-Abzeichen zählt zu den verfassungsfeindlichen Propagandamitteln. Sein Herstellen, öffentliches Tragen oder Verbreiten ist gemäß § 86a StGB verboten.

## Dienstgrade
Die Dienstgrade der NSKK wurden in vier Gruppen unterteilt:
1. Höhere Führer
2. Führer
3. Unterführer
4. Mannschaften

In der höchsten Gruppe wurde zwischen folgenden Dienstgraden unterschieden:
- NSKK-Korpsführer (vergleichbar mit einem Generalfeldmarschall)
- NSKK-Korpsführer (vergleichbar mit einem General)
- NSKK-Obergruppenführer (vergleichbar mit einem Generalleutnant)
- NSKK-Gruppenführer (vergleichbar mit einem Generalmajor)
- NSKK-Brigadeführer
- NSKK-Oberführer

In der Gruppe der Führer existierten:
- NSKK-Standartenführer (vergleichbar mit einem Oberst)

- NSKK-Oberstaffelführer (vergleichbar mit einem Oberstleutnant)
- NSKK-Staffelführer (vergleichbar mit einem Major)
- NSKK-Hauptsturmführer (vergleichbar mit einem Hauptmann)
- NSKK-Obersturmführer
- NSKK-Sturmführer

Zu den Unterführern gehörte:
- NSKK-Haupttruppführer
- NSKK-Obertruppführer (vergleichbar mit einem Stabsfeldwebel)
- NSKK-Truppführer
- NSKK-Oberscharführer
- NSKK-Scharführer (vergleichbar mit einem Unteroffizier)

Die Mannschaften bildeten:
- NSKK-Rottenführer
- NSKK-Obersturmmann
- NSKK-Sturmmann
- NSKK-Anwärter

## NSKK-Ehrenführer
- Wilhelm Frick
- Franz Xaver Schwarz
- Wilhelm Ohnesorge
- Roland Freisler
- Ernst Brandenburg
- Franz Ritter von Epp: ab 1933 NSKK-Obergruppenführer, ab 1938 auch Vertreter des NSKK im Reichstag
- Carl Eduard Herzog von Sachsen-Coburg und Gotha: ab 1933, 1935 NSKK-Obergruppenführer, ab 1938 auch Vertreter des NSKK im Reichstag

- Karl Friedrich: ab 1934

## NSKK-Obergruppenführer (Auswahl)
- Georg Wagener
- Karl Offermann
- Heinrich Jürgensen
- Herbert Schnüll: ständiger Stellvertreter des Korpsführers des NSKK